# Naatlo maturaca
Naatlo maturaca is een spinnensoort in de taxonomische indeling van de parapluspinnen (Theridiosomatidae).
Het dier behoort tot het geslacht Naatlo. De wetenschappelijke naam van de soort werd voor het eerst geldig gepubliceerd in 2008 door Rodrigues & Lise.